# Rinorea lanceolata
Rinorea lanceolata (Roxb.) Kuntze – gatunek roślin z rodziny fiołkowatych (Violaceae). Występuje naturalnie w Mjanmie, Wietnamie, Tajlandii, Malezji oraz Indonezji (na Jawie i Sumatrze). 

## Morfologia
PokrójZimozielony krzew.
LiścieBlaszka liściowa jest nieco skórzasta i ma eliptyczny lub eliptycznie lancetowaty kształt. Mierzy 10–29 cm długości oraz 3,3–9 cm szerokości, jest niemal całobrzega lub ząbkowana na brzegu, ma tępą nasadę i spiczasty wierzchołek. Przylistki są lancetowate i osiągają 4–11 mm długości. Ogonek liściowy jest nagi i ma 2–7 mm długości.
KwiatyZebrane w baldachogronach o długości 1–9 cm, wyrastają z kątów pędów. Mają działki kielicha o lancetowatym kształcie i dorastające do 2–5 mm długości. Płatki są owalnie podługowate, mają białą barwę oraz 3–9 mm długości.
OwoceTorebki mierzące 8-11 mm średnicy, o niemal kulistym kształcie.

## Biologia i ekologia
Rośnie w lasach, na wysokości do 800 m n.p.m.